# Mohamed Nemsi
Mohamed Nemsi (1996) es un deportista marroquí que compite en triatlón. Ganó dos medallas en el Campeonato Africano de Triatlón de 2024, oro en relevo mixto y plata en individual.

## Palmarés internacional
| Campeonato Africano | Campeonato Africano | Campeonato Africano | Campeonato Africano |
| Año                 | Lugar               | Medalla             | Prueba              |
| ------------------- | ------------------- | ------------------- | ------------------- |
| 2024                | Hurgada (Egipto)    | Medalla de oro      | Relevo mixto        |
| 2024                | Hurgada (Egipto)    | Medalla de plata    | Individual          |